# Prickvingad storstövslända
Prickvingad storstövslända (Loensia pearmani) är en insektsart som beskrevs av Douglas E. Kimmins 1941. Prickvingad storstövslända ingår i släktet Loensia, och familjen storstövsländor. Arten är reproducerande i Sverige.